# Psallopinae
Psallopinae is een onderfamilie van wantsen van de familie van de blindwantsen (Miridae). De familie werd voor het eerst wetenschappelijk beschreven door Schuh in 1976.

## Taxonomie
De onderfamilie bevat de volgende geslachten:
- Cylapopsallops Popov & Herczek, 2006
- Epigonopsallops Herczek & Popov, 2009
- Isometopsallops Herczek & Popov, 1992
- Psallofulvius Namyatova, 2022
- Psallops Usinger, 1946